# Mardy Fish
Pour les articles homonymes, voir Fish.
Mardy Fish, né le 9 décembre 1981 à Edina dans le Minnesota, est un joueur de tennis professionnel américain.
Il a ramené une médaille d'argent des Jeux olympiques d'Athènes en 2004, après s'être incliné en finale contre le Chilien Nicolás Massú. Il est essentiellement un joueur de surfaces rapides, très performant sur dur, notamment sur le sol Américain, mais également sur gazon.

## Carrière

### 2001 à 2007
Il passe sa carrière Junior au côté d'Andy Roddick chez les parents de celui-ci. Il sera 14e mondial Junior.
En mars 2001 il bat Thomas Enqvist n°9 mondial à Scottsdale. 
Il passe un premier tour en Grand Chelem à l'Open d'Australie 2002 en battant Fabrice Santoro n°22 Mondial. Au Masters d'Indian Wells il perd son unique confrontation avec Pete Sampras. Au Queen's il perd contre le n°1 mondial Lleyton Hewitt. 
Lors de ses 2 premiers tournois de l'année 2003 à Sydney et à l'Open d'Australie il bat son premier top 5, Carlos Moya 2 fois de suites, de ce fait il atteint la 3e tour d'un Grand Chelem pour la première fois. En mars à Delray Beach ou il perdra sa première finale, il joue son ami Roddick et le bat par abandon, ensuite il perdra leurs 9 duels suivants, pour finalement remporter les 2 derniers. En août au Masters de Cincinnati il perd en finale contre Andy Roddick en ratant 2 balles de matchs en retour. Il raconte qu'il attendait les deux services de Roddick sur son côté faible, le coup droit, mais son ami a joué les deux sur son revers et l'a donc surpris. Cette défaite l'a beaucoup marqué, de plus il n'a jamais gagné de Masters 1000 par la suite malgré 3 nouvelles finales dont 1 autre dans l'Ohio, très serré contre Roger Federer (7–6(5), 6–7(1), 4–6). En octobre à Stockholm il remporte son premier tournoi. 
En février 2004 il bat André Agassi à San José, lequel prendra sa revanche en août à Cincinnati, ils ne se joueront plus ensuite. Sur la pelouse de Halle, il perd la finale contre Federer 0-6, 3-6 en 57 minutes, Fish raconte plus tard qu'il soupçonne son adversaire de lui avoir laissé quelques jeux pour que le public ait au moins 1 h de jeu. Aux jeux olympiques d'Athènes il obtient la médaille d'Argent en simple en échouant en 5 sets face au Chilien Nicolas Massu qui offre à son pays la 2e médailles d'Or olympiques après celle gagnée en double la veille avec Fernando Gonzalez. Il perd encore une fois en finale cette fois en Coupe Davis contre l'Espagne du débutant de 18 ans Rafael Nadal. 
En 2005 à Indianapolis il remporte son premier duel contre Andy Murray. 
En 2006 il redescend au classement et joue plusieurs tournois du circuits secondaire. À l'US Open il perd son premier match, 7 au total, contre Novak Djokovic. 
En 2007, il atteint les quarts de finale de l'Open d'Australie, alors qu'il n'y avait jamais dépassé le troisième tour en Grand Chelem. Il est battu par Roddick (2-6, 2-6, 2-6).

### 2008
Mardy Fish réalise un début de saison 2008 satisfaisant puisqu'il atteint la finale du Masters d'Indian Wells en éliminant plusieurs top 10 sur son parcours, Nikolay Davydenko (no 4), David Nalbandian (no 7) et pour la première fois Roger Federer, sèchement battu 6-3, 6-2 en demi-finale alors que le Suisse n'avait pas cédé le moindre set de tout le tournoi. C'est sa première victoire face à un n°1 mondial. En 2008, il atteint également les quarts de finale à l'US Open où il perd en 4 manches contre Rafael Nadal.

### 2009

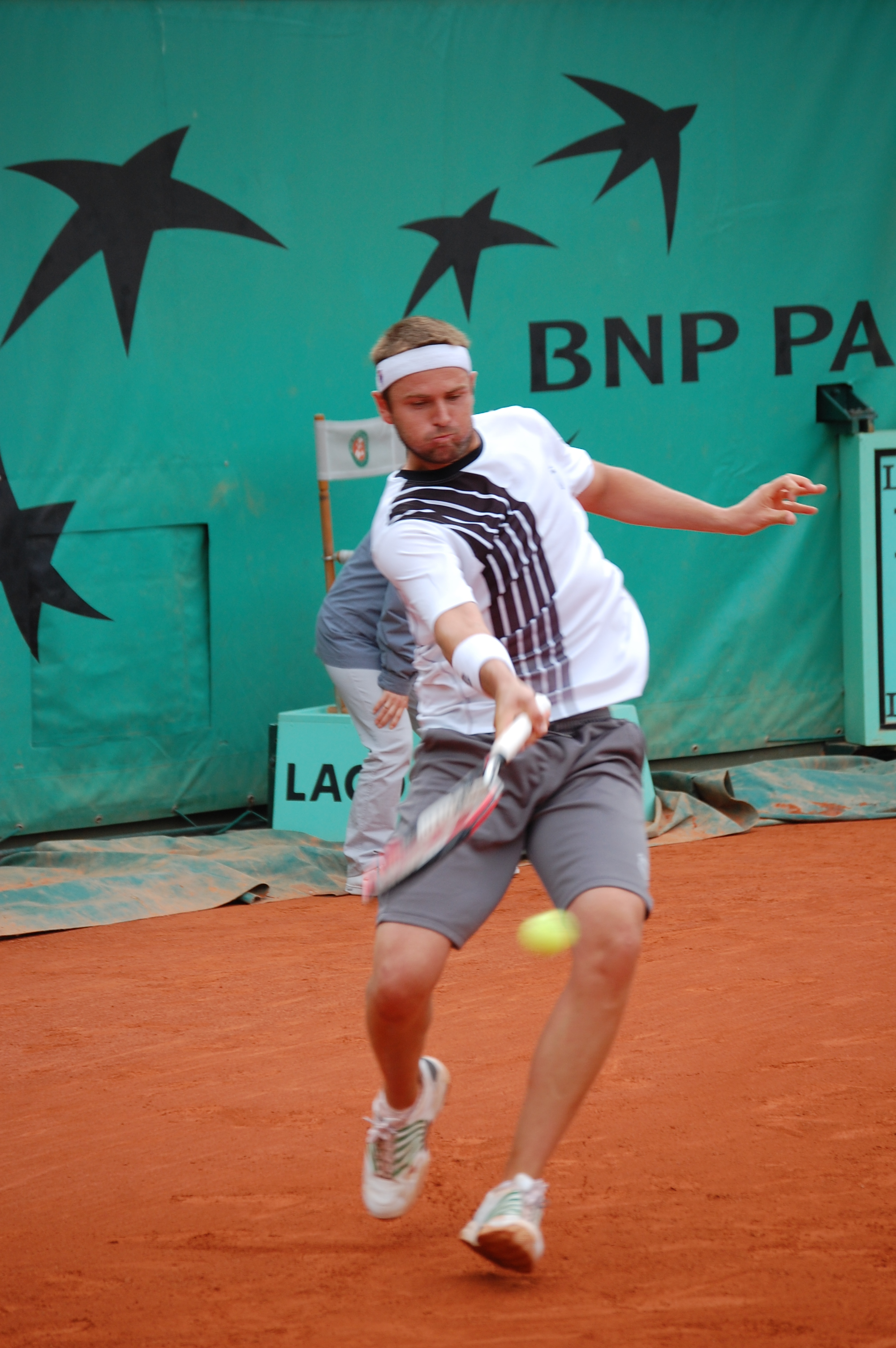
Mardy Fish à Roland-Garros en 2009.

L'Américain participe à l'Open d'Australie, où il est battu au troisième tour par Márcos Baghdatís. Deux semaines plus tard, il atteint la finale de l'Open de San José, en battant notamment Juan Martín del Potro n°7 mondial et son compatriote James Blake, mais il échoue à un set de la victoire face à Radek Štěpánek (3-6, 6-4, 6-2).
Tête de série no 1 à Delray Beach, il impressionne de nouveau en remportant son troisième titre sur le circuit masculin, en battant notamment Florent Serra, Jérémy Chardy et, en finale, Evgeny Korolev (7-5, 6-3).
Il est éliminé au premier tour de Roland-Garros par Máximo González. À Wimbledon, il bat Sergio Roitman (6-3, 6-2, 4-1 abandon), puis Janko Tipsarević (6-4, 3-6, 6-1, 6-4) avant de s'incliner face à Novak Djokovic (6-4, 6-4, 6-4).
Sa fin de saison est gâchée par des blessures aux genoux, pour les soulager il entreprend donc un régime drastique pendant l'inter saison et perd 14 kilos.

### 2010: Renouveau
A 28 ans Fish a perdu du poids en arrêtant la malbouffe et l'alcool qu'il s'autorisait et décidé de s'entrainer à fond pour ne rien regretter à la fin de sa carrière. Il a beaucoup de points à défendre en ce début d'année, fait néanmoins un très bon départ, avec une demi-finale à Sydney, mais une défaite prématurée à Delray Beach où il est tenant du titre le fait sortir du top 100. Mais, en mars, il signe une des meilleures victoires de sa carrière en battant Andy Murray (6-4, 6-4) au second tour du Masters de Miami. Il bat à nouveau Murray au tournoi du Queen's et atteint les quarts de finale pour la deuxième année de suite, puis les demi-finales en battant facilement Michaël Llodra. Enfin, après un match exemplaire face à Feliciano López, il se qualifie pour sa première finale depuis le Tournoi de Delray Beach. Il remporte ensuite le tournoi de Newport où il perd son sang froid pour la première fois et se brouille sur le court avec son ami Frank Dancevic (n°336e mondial), car il pense qu'il va perdre le match et a l'impression de ne pas valoriser tout le travail effectué, il raconte que ce sera le déclic de sa seconde carrière. La semaine suivante il remporte le tournoi d'Atlanta. 7 ans après, il atteint une nouvelle fois la finale à Cincinnati.

### 2011: Le sommet
Il se fixe comme objectif d'aller aux Masters de fin d'année, qui est à ses yeux une consécration pour un joueur de tennis.
À l'Open d'Australie, il est battu au deuxième tour par Tommy Robredo (1-6, 6-3, 6-3, 6-3).
Au Tournoi de Memphis, il bat Teymuraz Gabashvili (6-1, 7-5), Lukáš Lacko (65-7, 6-4, 7-63) puis Sam Querrey (6-3, 6-4) avant de s'incliner en demi-finale devant Milos Raonic (6-4, 4-6, 6-3). Il enchaîne à Delray Beach où il bat Björn Phau (5-0 abandon), Ricardo Mello (6-2, 6-1) puis Alejandro Falla (6-1, 6-4) avant de s'incliner en demi-finale contre Juan Martín del Potro (6-1, 7-5). À Indian Wells, il s'incline d'entrée contre Milos Raonic (7-5, 6-4). À Miami, il s'incline en demi-finale contre Novak Djokovic (6-3, 6-1) après avoir battu Julien Benneteau (6-4, 6-3), Richard Gasquet (6-4, 6-3), Juan Martín del Potro (7-5, 7-65) et David Ferrer (7-5, 6-2).
Lors de Roland-Garros, il est battu par Gilles Simon (6-3, 6-4, 6-2). Il réalise un meilleur parcours à Wimbledon, où il est battu en quarts de finale par Rafael Nadal (6-3, 6-3, 5-7, 6-4).
Puis Mardy Fish gagne comme l'année précédente le tournoi d'Atlanta en s'imposant de nouveau devant son compatriote John Isner. Il ne peut pas défendre son titre à Newport, car il joue la Coupe Davis avec son équipe. Il arrive en finale du Tournoi de Los Angeles mais perd contre Ernests Gulbis (5-7, 6-4, 6-4). Au Masters du Canada, il bat Feliciano López, Ernests Gulbis, Stanislas Wawrinka, Janko Tipsarević pour être battu en finale par Novak Djokovic (6-2, 3-6, 6-4). La semaine suivante, au Masters de Cincinnati, il bat Rafael Nadal en quart de finale sur le score de 6-3, 6-4 puis s'incline en demi-finale face au futur vainqueur Andy Murray. Il enchaîne avec l'US Open où il est sorti en huitièmes de finale par Jo-Wilfried Tsonga (6-4, 6-75, 3-6, 6-4, 6-2). Classé huitième début novembre, il décroche son billet pour le Masters où il est éliminé en phase de poules, mais passe un des plus beaux moments de sa carrière en côtoyant les meilleurs mondiaux.
Il termine l'année à la 8e place mondiale et achève la meilleure saison de sa carrière.

### 2012
En cette année, en tant que n°1 américain, il se met beaucoup de pression sur ses futurs résultats.
Mardy Fish commence sa saison par l'Open d'Australie où il remporte son premier match face à Gilles Müller (6-4, 6-4, 6-2). Cependant comme l'année précédente, il est éliminé dès le second tour par Alejandro Falla (6-7, 3-6, 6-7). Il manque donc l'occasion de récupérer des points à ses concurrents.
Début février, il est sélectionné dans l'équipe de Coupe Davis des États-Unis afin d'affronter la Suisse à Fribourg sur terre battue. En tant que numéro 1 Américain, il affronte Stanislas Wawrinka lors du première match et offre le premier point à son pays par une victoire en 5 sets (6-2, 4-6, 4-6, 6-1, 9-7). Le second jour, il est aligné aux côtés du spécialiste du double Mike Bryan pour une nouvelle victoire face à la paire Suisse Federer/Wawrinka, ce qui offre le 3e point et donc la qualification à son équipe.
Il enchaine par un programme inhabituel pour lui, ayant l'habitude de se diriger vers la tournée Américaine, puisqu'il s'aligne sur l'Open 13 de Marseille où il s'incline à la surprise générale dès son entrée en lice face à Albano Olivetti alors 388e joueur mondial sortant des qualifications (3-6, 6-3, 3-6) malgré son statut de tête de série numéro 2. Il se dirige par la suite vers le tournoi de Dubai où il s'impose aisément lors de son premier tour face à Andreas Beck (6-1, 6-1) avant de s'incliner au second tour face à Mikhail Youzhny (2-6, 6-7). Son choix de se diriger vers ces tournois ne s'avère donc pas payant.
Début mars, il s'aligne sur le Masters d'Indian Wells où il élimine Andréas Seppi sur abandon lors du second tour (6-3, 3-2 ab) avant de perdre face à Matthew Ebden au 3e tour, ce qui constitue une nouvelle contre-performance. Néanmoins, il se rattrape bien dans la foulée lors du Masters de Miami atteignant les quarts de finale après avoir dominé Frank Dancevic (6-3, 7-6), Kevin Anderson (6-4, 6-3) et Nicolás Almagro (6-3, 6-7, 6-3) avant de s'incliner néanmoins assez lourdement face à Juan Mónaco (1-6, 3-6). Après ce match il est touché par les critiques à son sujet du capitaine de Coupe Davis Patrick McEnroe. Il connait alors sa première grosse alerte d'arythmie cardiaque durant la nuit, se rendant d'urgence dans la chambre de son entraîneur puis vers l'hôpital de Miami.
Début avril, il commence sa saison de terre battue par le tournoi de Houston comme tête de série 1, il s'incline une nouvelle fois lourdement dès son premier match face à son compatriote Michael Russell (3-6, 1-6). Insuffisamment remis de ses problèmes, il décide de renoncer à la saison complète sur terre battue et ne se rendra donc pas à Roland Garros. Il subira une petite intervention au niveau du cœur pour corriger ce problème.
Il effectue son retour à la compétition lors du tournoi de Wimbledon où il effectue un excellent parcours pour une reprise. Il bat successivement Rubén Ramírez Hidalgo (7-6, 7-5, 6-1), James Ward (6-3, 5-7, 6-4, 6-7, 6-3) et David Goffin (7-6, 7-6, 6-3) avant de s'incliner en huitièmes de finale face au numéro 6 mondial Jo-Wilfried Tsonga (6-4, 6-7, 4-6, 4-6).
Il souffre de plus en plus souvent dans une même journée d'accélération cardiaque, à chaque fois à la suite de plein de pensées négatives qui s'entrechoquent dans sa tête, il s'avère finalement qu'il est victime de crises d'angoisses.
Il commence sa tournée US sur dur par le tournoi d'Atlanta où il est double tenant du titre et tête de série numéro 2. Il est malheureusement contraint à l'abandon dès son premier match face à Gilles Müller alors qu'il mène au score (6-4, 3-2) pour une blessure à la cheville. Déjà médaillé, il décide de faire l'impasse sur les Jeux olympiques de Londres, préférant s'aligner sur le tournoi de Washington où il réalise une performance satisfaisante en atteignant les 1/2 finale après avoir dominé Björn Phau (4-6, 6-1, 6-2), Ričardas Berankis (6-3, 6-1), Xavier Malisse (6-3, 6-4) avant de s'incliner face à Tommy Haas (3-6, 5-7).
Il se rend par la suite sur le Masters du Canada où il est finaliste sortant. Il prend de belles revanches lors de ses deux premiers tours face à Matthew Ebden (6-2, 6-0), puis face à Juan Mónaco (2-6, 6-1, 6-4) qui l'avaient éliminé des deux premiers Masters de la saison. À la suite de mauvaises conditions climatiques sur Toronto, il est contraint de jouer deux matchs dans la journée face à Monaco puis face à Richard Gasquet lors de son 1/4 de finale où il craque physiquement après avoir gagné la première manche (7-5, 1-6, 2-6). La semaine suivante, il réalise également un bon parcours au Masters de Cincinnati où il bat Feliciano López au premier tour (6-2, 6-3), Carlos Berlocq (6-3, 6-1), Radek Štěpánek (6-3, 6-3). Il est battu en 1/4 de finale par le numéro 1 mondial et futur vainqueur du tournoi Roger Federer (3-6, 6-7). C'est la 5e fois que Mardy Fish s'incline face au futur vainqueur du Masters de Cincinnati.
Il participe à l'US Open en tant que tête de série numéro 23 où il élimine Go Soeda pour son entrée en lice (7-6, 7-6, 6-3), Nikolay Davydenko très difficilement (4-6, 6-7, 6-2, 6-1, 6-2), il s'agit de sa première victoire après avoir été mené 2 sets à 0. Contre Gilles Simon (6-1, 5-7, 7-6, 6-3) à la fin du 3è set il subit lors de la pause sa première crise d'angoisse sur le court, jusqu'alors le seul endroit où il en était épargné. Il raconte qu'après avoir regardé l'heure très tardive et qu'il restait encore au moins un set à remporter, il a pris peur de se coucher très tard et d'éprouver une grosse fatigue, il dormait très mal depuis plusieurs mois. Il finit le match dans un état second. Opposé à Roger Federer il déclare forfait quelques heures avant son match, alors qu'il se rend sur les courts en taxi il sent de nouveau l'angoisse venir et réalise qu'il ne pourra pas jouer. Il met un terme à sa saison 2012.
Mardy termine l'année 2012 à la 27e place mondiale, cumulant 21 victoires pour 11 défaites.

### 2013 et 2015: Souffrance puis retour
En 2013, il ne joue que 6 tournois aux États-Unis. Il commence sa saison en mars à Indian Wells où il perd en deux jeux décisifs face à Jo-Wilfried Tsonga no 8 mondial, puis joue le Challenger de Savannah en avril. En juillet, il joue à Atlanta et Washington, où il bat Julien Benneteau et passe deux tours. En août, il joue à Cincinnati et Winston-Salem, où il doit abandonner au deuxième tour contre Jarkko Nieminen. Sa saison est stoppée et il ne jouera pas en 2014.
Il fait son retour en février 2015, au challenger de Dallas en double associé à Mark Knowles où ils ont eu une victoire. Puis il décide de faire son retour à Indian Wells, en bénéficiant d'un classement protégé de 25e joueur mondial, il joue au premier tour son compatriote Ryan Harrison, dans un match qu'il perd 4-6, 6-4, 63-7 sur le fil en plus de deux heures et quarante minutes, où il a quand même servi pour le match mais confirmant un bon retour et de l'endurance. Il devait enchaîner à Miami, mais il a finalement été contraint de déclarer forfait.
Le 23 juillet, Fish dévoile la maladie mentale dont il a souffert et qu'il parvient à contrôler dorénavant, puis annonce qu'il mettra un terme à sa carrière à l'issue de l'US Open,. Mais avant cela, il décide de disputer le simple en bénéficiant d'un classement protégé et de jouer le double avec le jeune retraité Andy Roddick en bénéficiant d'une wild card lors du tournoi d'Atlanta. Présent grâce à un classement protégé à l'US Open, il y atteint le deuxième tour, battu par Feliciano López pour ce qui est le dernier match de sa carrière.

## Parcours dans les tournois duGrand Chelem

### En simple
| Année | Open d'Australie | Open d'Australie | Internationaux de France | Internationaux de France | Wimbledon       | Wimbledon    | US Open         | US Open       |
| ----- | ---------------- | ---------------- | ------------------------ | ------------------------ | --------------- | ------------ | --------------- | ------------- |
| 2000  | —                | —                | —                        | —                        | —               | —            | 1er tour (1/64) | J.-M. Gambill |
| 2001  | —                | —                | —                        | —                        | 1er tour (1/64) | N. Escudé    | 1er tour (1/64) | C. Moyà       |
| 2002  | 2e tour (1/32)   | M. Youzhny       | —                        | —                        | —               | —            | 2e tour (1/32)  | F. Vicente    |
| 2003  | 3e tour (1/16)   | W. Ferreira      | 1er tour (1/64)          | L. Burgsmüller           | 3e tour (1/16)  | R. Federer   | 2e tour (1/32)  | K. Kučera     |
| 2004  | 1er tour (1/64)  | I. Karlović      | —                        | —                        | 2e tour (1/32)  | J. Johansson | 2e tour (1/32)  | M. Tabara     |
| 2005  | 2e tour (1/32)   | G. Gaudio        | 1er tour (1/64)          | X. Malisse               | —               | —            | 1er tour (1/64) | I. Karlović   |
| 2006  | —                | —                | —                        | —                        | 3e tour (1/16)  | I. Labadze   | 2e tour (1/32)  | N. Djokovic   |
| 2007  | 1/4 de finale    | A. Roddick       | —                        | —                        | 1er tour (1/64) | R. Nadal     | 2e tour (1/32)  | T. Robredo    |
| 2008  | 3e tour (1/16)   | J. Nieminen      | 2e tour (1/32)           | L. Hewitt                | 1er tour (1/64) | R. Gasquet   | 1/4 de finale   | R. Nadal      |
| 2009  | 3e tour (1/16)   | M. Baghdatís     | 1er tour (1/64)          | M. González              | 3e tour (1/16)  | N. Djokovic  | —               | —             |
| 2010  | 1er tour (1/64)  | A. Golubev       | 2e tour (1/32)           | I. Ljubičić              | 2e tour (1/32)  | F. Mayer     | 1/8 de finale   | N. Djokovic   |
| 2011  | 2e tour (1/32)   | T. Robredo       | 3e tour (1/16)           | G. Simon                 | 1/4 de finale   | R. Nadal     | 1/8 de finale   | J.-W. Tsonga  |
| 2012  | 2e tour (1/32)   | A. Falla         | —                        | —                        | 1/8 de finale   | J.-W. Tsonga | 1/8 de finale   | Forfait       |
| 2013  | —                | —                | —                        | —                        | —               | —            | —               | —             |
| 2014  | —                | —                | —                        | —                        | —               | —            | —               | —             |
| 2015  | —                | —                | —                        | —                        | —               | —            | 2e tour (1/32)  | F. López      |

N.B. : à droite du résultat se trouve le nom de l'ultime adversaire.

### En double
| Année | Open d'Australie                                                                  | Open d'Australie                                                               | Internationaux de France                                                           | Internationaux de France                                                       | Wimbledon                                                                   | Wimbledon                                                                         | US Open                                                                          | US Open |
| ----- | --------------------------------------------------------------------------------- | ------------------------------------------------------------------------------ | ---------------------------------------------------------------------------------- | ------------------------------------------------------------------------------ | --------------------------------------------------------------------------- | --------------------------------------------------------------------------------- | -------------------------------------------------------------------------------- | ------- |
| 2001  | —                                                                                 | —                                                                              | —                                                                                  | —                                                                              | —                                                                           | —                                                                                 | 1/8 de finale J. Morrison \|\| style="text-align:left;" \| M. Bertolini D. Bowen |         |
| 2002  | 1er tour (1/32) J. Morrison \|\| style="text-align:left;" \| D. Johnson J. Palmer | 2e tour (1/16) J. Morrison \|\| style="text-align:left;" \| T. Cibulec L. Paes | 1er tour (1/32) J. Morrison \|\| style="text-align:left;" \| M. Bhupathi M. Mirnyi | 2e tour (1/16) J. Morrison \|\| style="text-align:left;" \| D. Bowen B. Coupe  |                                                                             |                                                                                   |                                                                                  |         |
| 2003  | 1er tour (1/32) M. Hill \|\| style="text-align:left;" \| D. Johnson J. Palmer     | —                                                                              | —                                                                                  | —                                                                              | —                                                                           | 1er tour (1/32) B. Hodge \|\| style="text-align:left;" \| Y. Allegro R. Schüttler |                                                                                  |         |
| 2004  | —                                                                                 | —                                                                              | —                                                                                  | —                                                                              | —                                                                           | —                                                                                 | —                                                                                | —       |
| 2005  | 1/4 de finale J. Blake \|\| style="text-align:left;" \| B. Bryan M. Bryan         | —                                                                              | —                                                                                  | —                                                                              | —                                                                           | —                                                                                 | —                                                                                |         |
| 2006  | —                                                                                 | —                                                                              | —                                                                                  | —                                                                              | —                                                                           | —                                                                                 | 2e tour (1/16) F. González \|\| style="text-align:left;" \| M. Knowles D. Nestor |         |
| 2007  | 2e tour (1/16) A. Delić \|\| style="text-align:left;" \| M. Knowles D. Nestor     | —                                                                              | —                                                                                  | —                                                                              | —                                                                           | —                                                                                 | —                                                                                |         |
| 2008  | —                                                                                 | —                                                                              | —                                                                                  | —                                                                              | —                                                                           | —                                                                                 | —                                                                                | —       |
| 2009  | 1/4 de finale J. Isner \|\| style="text-align:left;" \| B. Bryan M. Bryan         | —                                                                              | —                                                                                  | 1/2 finale J. Blake \|\| style="text-align:left;" \| D. Nestor N. Zimonjić     | —                                                                           | —                                                                                 |                                                                                  |         |
| 2010  | —                                                                                 | —                                                                              | 2e tour (1/16) M. Knowles \|\| style="text-align:left;" \| G. Rufin A. Sidorenko   | 1er tour (1/32) M. Knowles \|\| style="text-align:left;" \| P. Marx I. Zelenay | 1/8 de finale M. Knowles \|\| style="text-align:left;" \| B. Bryan M. Bryan |                                                                                   |                                                                                  |         |

N.B. : le nom du ou de la partenaire se trouve sous le résultat ; les noms des ultimes adversaires se trouvent à droite.

## Parcours auxMasters
| Année | Lieu    | Résultat    | Tour     | Adversaires                                   | Victoire / Défaite | Scores                                 |
| ----- | ------- | ----------- | -------- | --------------------------------------------- | ------------------ | -------------------------------------- |
| 2011  | Londres | Round Robin | RR RR RR | Roger Federer Jo-Wilfried Tsonga Rafael Nadal | Défaite Défaite    | 1-6, 6-3, 3-6 64-7, 1-6 2-6, 6-3, 63-7 |

## Parcours dans lesMasters 1000
| Année | Indian Wells             | Miami                     | Monte-Carlo         | Rome                      | Hambourg puis Madrid  | Canada                   | Cincinnati                | Stuttgart puis Madrid puis Shanghai | Paris                     |
| ----- | ------------------------ | ------------------------- | ------------------- | ------------------------- | --------------------- | ------------------------ | ------------------------- | ----------------------------------- | ------------------------- |
| 2000  | —                        | 2e tour Tommy Haas        | —                   | —                         | —                     | —                        | 1er tour S. Doseděl       | —                                   | —                         |
| 2001  | 2e tour N. Kiefer        | —                         | —                   | —                         | —                     | —                        | —                         | —                                   | —                         |
| 2002  | 1er tour Pete Sampras    | 2e tour Marcelo Ríos      | —                   | —                         | —                     | —                        | —                         | —                                   | —                         |
| 2003  | —                        | 3e tour N. Escudé         | 1er tour G. Kuerten | 2e tour F. Mantilla       | 1er tour D. Sánchez   | 1er tour Y. El Aynaoui   | Finale Andy Roddick       | 1/8 de finale R. Federer            | 1er tour G. Kuerten       |
| 2004  | 1/8 de finale R. Federer | 2e tour J. Benneteau      | —                   | —                         | —                     | —                        | 1er tour Andre Agassi     | 2e tour Andrei Pavel                | 2e tour Andrei Pavel      |
| 2005  | 2e tour R. Federer       | 2e tour Tommy Haas        | —                   | —                         | —                     | —                        | —                         | —                                   | —                         |
| 2006  | 3e tour Rafael Nadal     | 2e tour N. Davydenko      | —                   | —                         | —                     | —                        | 2e tour F. González       | 2e tour Rafael Nadal                | —                         |
| 2007  | 2e tour P.-H. Mathieu    | —                         | —                   | 1er tour Gastón Gaudio    | 1er tour Carlos Moyà  | —                        | 1er tour R. Štěpánek      | 1er tour P.-H. Mathieu              | 2e tour David Ferrer      |
| 2008  | Finale N. Djokovic       | 1er tour A. Clément       | —                   | 2e tour Andy Roddick      | 1er tour A. Montañés  | 1er tour N. Kiefer       | 1er tour T. Robredo       | 2e tour R. Gasquet                  | —                         |
| 2009  | 2e tour Jérémy Chardy    | 2e tour N. Massú          | —                   | 2e tour F. Verdasco       | 2e tour T. Robredo    | —                        | —                         | —                                   | —                         |
| 2010  | 2e tour N. Djokovic      | 1/8 de finale M. Youzhny  | —                   | —                         | 2e tour Jürgen Melzer | —                        | Finale R. Federer         | —                                   | —                         |
| 2011  | 2e tour Milos Raonic     | 1/2 finale N. Djokovic    | —                   | 1/8 de finale Marin Čilić | 1er tour John Isner   | Finale N. Djokovic       | 1/2 finale Andy Murray    | 2e tour B. Tomic                    | 1/8 de finale Juan Mónaco |
| 2012  | 3e tour M. Ebden         | 1/4 de finale Juan Mónaco | —                   | —                         | —                     | 1/4 de finale R. Gasquet | 1/4 de finale R. Federer  | —                                   | —                         |
| 2013  | 3e tour J.-W. Tsonga     | —                         | —                   | —                         | —                     | —                        | 1er tour P. Kohlschreiber | —                                   | —                         |
| 2014  | —                        | —                         | —                   | —                         | —                     | —                        | —                         | —                                   | —                         |
| 2015  | 1er tour R. Harrison     | —                         | —                   | —                         | —                     | —                        | 2e tour Andy Murray       | —                                   | —                         |

N.B. : sous le résultat se trouve le nom de l’ultime adversaire.

## Anecdotes
- Mardy Fish est le premier à avoir utilisé le système d'assistance vidéo à l'arbitrage Hawk-Eye en tournoi du Grand Chelem, à l'US Open de tennis 2006.
- Il est l'un des très rares joueurs professionnels à jouer avec des socquettes[9].
- En 2010 il a subi un régime drastique qui l'a fait passer de 96 à 82 kg, soit 14 kg perdus. En conséquence il a énormément gagné en endurance et en mobilité, au point de figurer parmi les 10 meilleurs joueurs mondiaux l'année suivante[10].